# Филип Марголин
Филип Марголин (на английски: Phillip Margolin) е американски писател на бестселъри в жанра съдебен трилър.

## Биография и творчество
Филип Майкъл Марголин е роден на 20 април 1944 г. в Ню Йорк, САЩ, в семейството на Джоузеф и Елеонор Марголин.
През 1965 г. завършва Американския университет във Вашингтон с бакалавърска степен по политология. В периода 1965 – 1967 г. работи като доброволец от Корпуса на мира в Либерия, Западна Африка.
На 22 декември 1968 г. се жени за Дорийн Стам, адвокат. Имат две деца – Даниъл Скот и Ейми Илейн. Съпругата му умира от рак през 2007 г.
В периода 1968 – 1970 г. работи като учител в Южен Бронкс в Ню Йорк. През 1970 г. завършва Юридическия факултет на Нюйоркския университет с диплома по право.
След дипломирането си развива кариерата на правист. През 1970 – 1971 г. е секретар при върховния съдия на Орегонския апелативен съд в Сейлъм; през 1971 – 1972 г. е заместник областен прокурор и специален агент в Окръг Мълтнома, Орегон. Като апелативен прокурор се е явявал пред Върховния съд на САЩ, Върховния съд на щата Орегон, и Орегонския апелативен съд.
В периода 1972 – 1986 г. е на частна практика по наказателното производство в Портланд, като в периода 1974 – 1980 г. е партньор в кантората „Nash & Margolin“. В периода 1986 – 1996 г. е партньор в кантората „Margolin & Margolin“. Участва във всички видове наказателни дела, включително като адвокат на около 30 души, обвинени в убийство.
През 1974 г. е публикуван първият му разказ „The Girl in the Yellow Bikini“. Това го стимулира да пише и през 1978 г. е издаден първият му трилър „Heartstone“. Той става бестселър и е номиниран за наградата „Едгар“.
Следващите му трилъри също стават бестселъри – „Последният невинен“, „Изчезвам, но ще ме помниш“, „След мръкване“ и „Стръв“. През 1987 г. романът „Последният невинен“ е екранизиран в едноименния филм с участието на Ед Харис, Роксани Харт и Дейвид Суше. През 2005 г. романът „Изчезвам, но ще ме помниш“ е екранизиран в едноименния филм с участието на Брук Шийлдс, Лу Даймънд Филипс и Скот Глен.
През 1996 г. се оттегля от адвокатската си практика и се посвещава на писателската си кариера.
През 2000 г. е издаден първият трилър „Необуздано правосъдие“ от поредицата „Аманда Джафи“. Главната героиня Аманда Джафи е звезда сред портландските адвокати. Тя защитава клиентите си независимо колко са виновни или не, рискува собствената си сигурност и на близките си, но намира начини и доказателство за възтържествуването на справедливостта.
През 2001 г. под редакцията на писателя Уилям Бърнхарт участва в литературен експеримент с още 11 известни автори за написването на трилъра „Фатални подозрения“.
През 2010 – 2011 г. отново заедно с още 25 прочути автори на криминални романи се събират, за да напишат заедно експресивния трилър „Няма покой за мъртвите“. Освен него участници са Джефри Дивър, Питър Джеймс, Сандра Браун, Тес Геритсън, Лайза Скоталайн, Реймънд Хури, Джон Лескроарт, и др., а световноизвестният Дейвид Балдачи изготвя предговора. Писателите влагат своята изобретателност, за да опишат превратната съдба на детектива Джон Нън, който се е справял перфектно в разследванията си. Но една-единствена грешка не му дава покой и последствията от нея го преследват с години.
Филип Марголин казва за себе си:
| „ | Възприемам се по-скоро като читател, не като писател. Никога не съм очаквал, че писанията ми ще бъдат публикувани. Дори в най-смелите си мечти не съм си представял, че всяка моя книга ще се превърне в бестселър според „Ню Йорк Таймс“. Бях трийсетгодишен, когато за пръв път излезе разказ с моето име, а дебютният ми роман видя бял свят, когато бях на трийсет и четири. Но аз винаги съм бил страстен читател, като ученик носех поне една книга със себе си, където и да отидех. | “ |

Писателят е запален шахматист и в периода 1981–1995 г. е треньор на училищен отбор по шахмат в Портланд. От 1996 г. е президент и председател на управителния съвет на нестопанската организация „Шах за успех“ подпомагаща децата да развиват уменията си в шахмата.
Филип Марголин живее в Портланд.

## Произведения

### Самостоятелни романи
- Heartstone (1978)
- The Last Innocent Man (1981)
Последният невинен, изд.: ИК „Златорогъ“, София (1999), прев. Невена Кръстева
- Gone, but Not Forgotten (1993)
Изчезвам, но ще ме помниш, изд.: ИК „Игуана“, София (1994), прев. Светлозар Николов
- After Dark (1995)
След мръкване, изд.: ИК „Игуана“, София (1995), прев. Боян Николаев
- The Burning Man (1996)
Стръв, изд.: ИК „Коала“, София (1998), прев. Веселин Лаптев
- The Undertaker's Widow (1998)
Вдовицата на погребалния агент, изд.: ИК „Златорогъ“, София (1998), прев. Невена Кръстева
- The Associate (2001)
- Natural Suspect (2001) – с Уилям Бърнхарт, Лесли Глас, Джини Харцмарк, Джон Каценбах, Джон Лескроарт, Бони Макдъгъл, Брад Мелцър, Майкъл Палмър, Лайза Скоталайн и Лорънс Шеймс
Фатални подозрения, изд.: ИнфоДАР, София (2005), прев. Боряна Даракчиева
- Sleeping Beauty (2004)
- Lost Lake (2005)
- No Rest for the Dead (2011) – с Джеф Абът, Лори Армстронг, Дейвид Балдачи, Диана Габалдон, Томас Кук, Джефри Дивър, Фей Келерман, Андрю Гъли, Ламия Гули, Питър Джеймс, Джудит Джанс, Тес Геритсън, Реймънд Хури, Джон Лескроарт, Джеф Линдзи, Гейл Линдс, Алегзандър Маккол Смит, Сандра Браун, Майкъл Палмър, T. Джеферсън Паркър, Матю Пърл, Кати Райкс, Маркъс Сейки, Джонатан Сантлоуфър, Лайза Скоталайн, Робърт Лоурънс Стайн и Марша Тали 
Няма покой за мъртвите, изд.: ИК „Обсидиан“, София (2011), прев. Боян Дамянов
- Worthy Brown's Daughter (2014)
- Woman with a Gun (2014)

### Серия „Аманда Джафи“ (Amanda Jaffe)
1. Wild Justice (2000)
Необуздано правосъдие, изд.: ИК „Златорогъ“, София (2002), прев. Невена Кръстева
2. Ties That Bind (2003)
Минало несвършено, изд.: ИК „Ера“, София (2004), прев. Марин Загорчев
3. Proof Positive (2006)
4. Fugitive (2009)
5. Violent Crimes (2016)

### Серия „Дана Кътлър“ (Dana Cutler)
1. Executive Privilege (2008)
2. Supreme Justice (2010)
3. Capitol Murder (2012)
4. Sleight of Hand (2013)

### Серия „Загадките на Мадисън Кинкейд“ (Madison Kincaid Mystery) – с Ейми Марголин Ром
1. Vanishing Acts (2011)

### Новели
- Angie's Delight (1998)
- The Jailhouse Lawyer (1998)

### Разкази
- The Girl in the Yellow Bikini (1974)

### Екранизации
- 1987 The Last Innocent Man – ТВ филм, актьор в ролята на чужденец
- 2005 Gone But Not Forgotten – ТВ филм
- 2006 Angie's Delight – история